# Aleksandr Nogtiew
Aleksandr Pietrowicz Nogtiew (ros. Александр Петрович Ногтев, ur. 1892 w Gorodcu, zm. 1947 w Moskwie) – był funkcjonariuszem radzieckich służb specjalnych.

## Życiorys
Skończył szkołę marynarki, podczas I wojny światowej służył we Flocie Bałtyckiej, w 1917 był pomocnikiem kapitana na wołżańskim parowcu "Aleksander Newski". W 1918 został członkiem partii bolszewickiej RKP(b), w sierpniu 1918 podczas wojny domowej skierowano go na czele drużyny strzelców do Kotłasu w celu ustawienia zapory na Północnej Dźwinie i zablokowania ruchu rzecznego białych. W 1919 został komisarzem Oddziału Specjalnego w Samarze na Froncie Wschodnim, później walczył w szeregach czerwonych na Froncie Turkiestańskim i Froncie Północnym. Za udział w rozbiciu armii białych Kozaków uralskich został odznaczony Orderem Czerwonego Sztandaru. Od 1921 pracował w organach Czeki, w latach 1923-1930 z przerwami był komendantem Sołowieckiego Obozu Specjalnego Przeznaczenia. Podczas pracy w organach Czeki i GPU był znany jako alkoholik i patologiczny sadysta, niejednokrotnie osobiście mordujący więźniów łagru. Wiosną 1930 został zwolniony ze służby w organach bezpieczeństwa, później pracował jako zarządca jednego z moskiewskich trustów. W 1938 został aresztowany, następnie skazany na pozbawienie wolności i osadzony w łagrze w Norylsku, skąd został zwolniony w 1944. Później przebywał na zesłaniu w Kraju Krasnojarskim, potem pracował jako dyrektor trustu Gławles Ludowego Komisariatu Przemysłu Leśnego.